# 薩摩川内市立高江中学校
薩摩川内市立高江中学校（さつませんだいしりつ たかえちゅうがっこう）は、鹿児島県薩摩川内市高江町にあった市立中学校。

## 概要
2006年5月1日現在の生徒数は70名で、各学年の学級数は1学級であった。部活動には、男女バレーボール部と女子ソフトテニス部があった過去に、単独で大会出場が出来なかったことがあった。2004年に、鹿児島県音楽研究大会に参加以来、合唱に力を入れていた。2018年（平成30年）3月10日現在の全校生徒は13人。

## 沿革
- 1947年（昭和22年） - 高江村立高江中学校として開校する。同時に寄田に寄田分校を設置[1]。
- 1952年（昭和27年） - 寄田分校が独立し高江村立寄田中学校となる[1]。
- 1956年（昭和31年） - 川内市との合併により、川内市立高江中学校となる。
- 1984年（昭和59年） - 川内市立寄田中学校を統合。
- 2004年（平成16年） - 薩摩川内市立高江中学校に改称する。
- 2018年（平成30年）3月31日 - 閉校[2]。約3800人が卒業し、71年の歴史に幕が下ろされ、薩摩川内市立川内中央中学校へ統合された。

## 通学区域
- 峰山小学校（全域）